# Bandeira de Belgorod
A Bandeira de Belgorod é um dos símbolos oficiais do Oblast de Belgorod, uma subdivisão da Federação Russa. foi aprovado pelo parlamento regional pele lei número 36, datada de 22 de junho de 2000. O emblema da região foi recriados e aprovado em 15 de fevereiro de 1996 usando como base o escudo da região de Belgorod usado em 1730, está colocado na parte branca do pavilhão.

## Descrição
Seu desenho consiste em um retângulo com proporção largura-comprimento de 2:3 dividido por uma cruz de São Jorge azul em quatro partes iguais. A primeira, do lado esquerdo (mastro) superior é branca; a segunda no lado esquerdo inferior vermelha; a terceira no lado direito superior é verde; a quarta do lado direito inferior é preta. A relação entre a altura e a largura do selo tem o escudo é de 3:9, a proporção de largura da Cruz é de 1:11 em relação à largura da bandeira.